# Plaza de armas

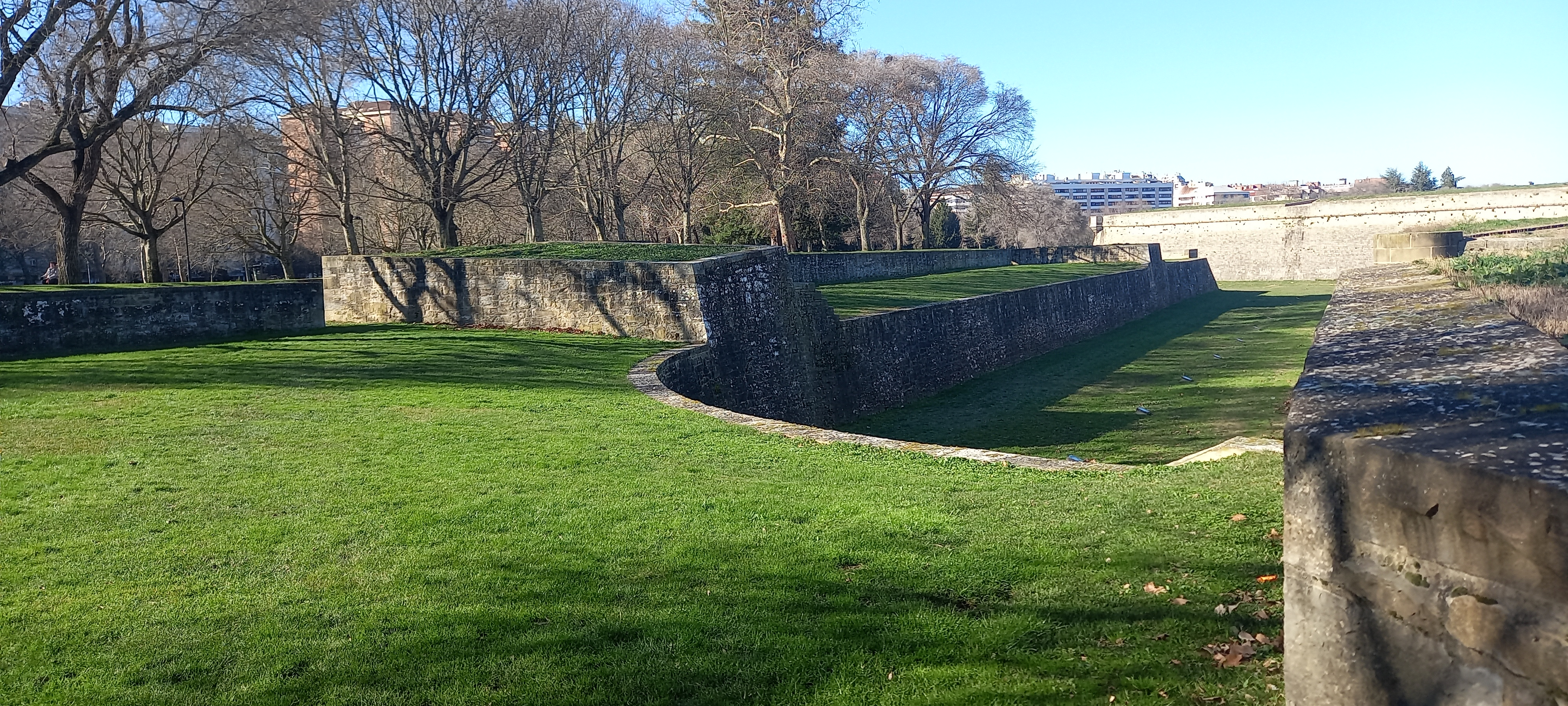
Plaza de armas en el camino cubierto de la Ciudadela de Pamplona

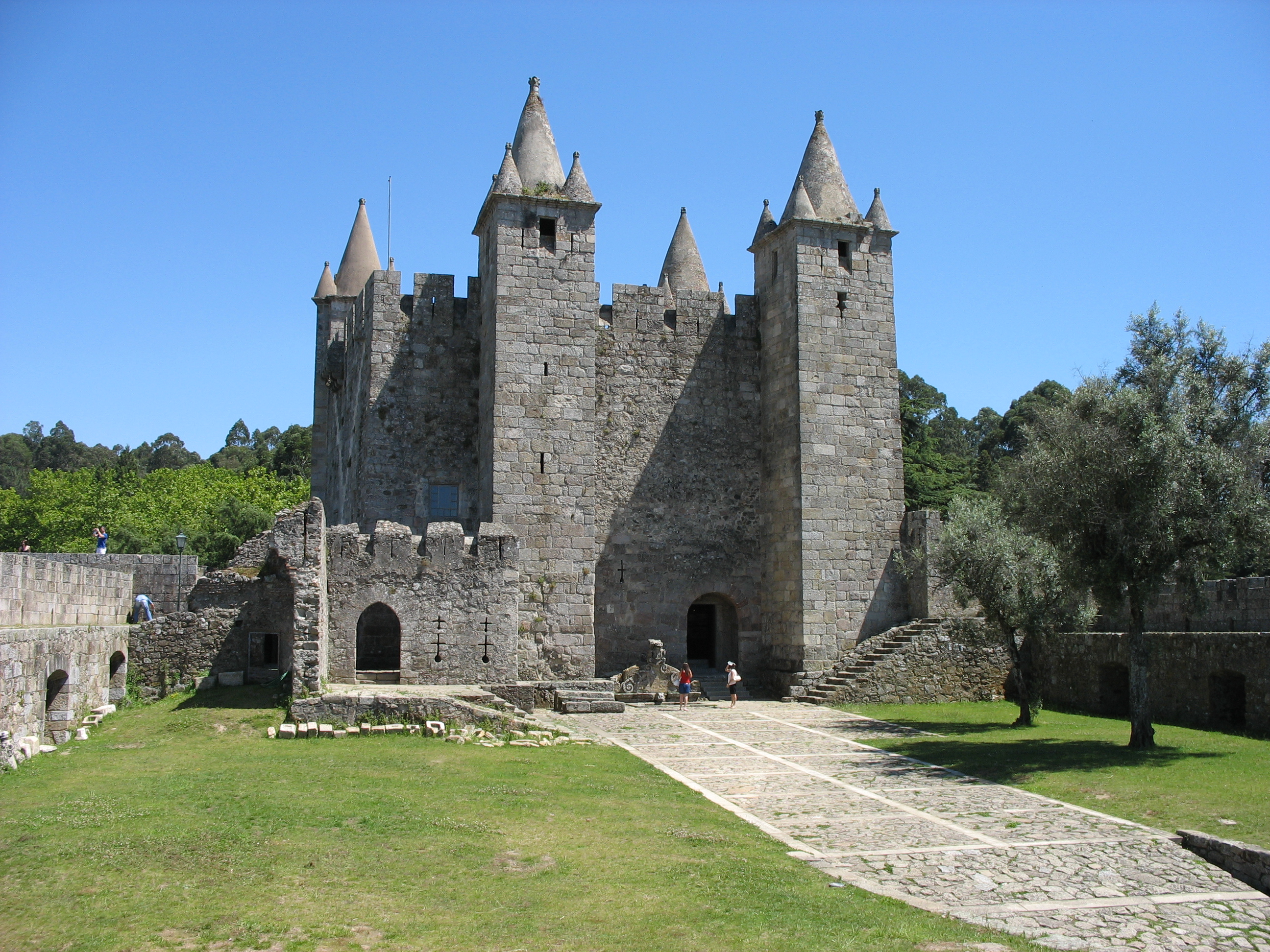
Plaza de armas del castillo de Santa Maria da Feira, en Portugal.

Una plaza de armas o patio de armas es cualquier lugar en una fortificación donde las tropas pueden reunirse.
El término tiene varios significados, pero generalmente se refiere a un área amplia diseñada como un punto de reunión para los soldados; en ingeniería militar se denomina plaza de armas, a las ampliaciones camino cubierto, habitualmente en los ángulos que forma el camino, deonde se pueden centrar la defensa.
También se denomina plaza de armas la que se sitúa en el centro de una fortaleza..
En la actualidad, en varias ciudades de España e Hispanoamérica es utilizado como sinónimo de plaza mayor, si bien la plaza de armas hace más bien alusión a su pasado carácter militar.